# Pia Leśniewska
Pia Leśniewska (roz. Helena Leśniewska; 24. června 1898 Łaptiewa – 1. července 1993 Varšava) byla polská řeholnice, vychovatelka a spisovatelka, asistentka generální představené (1935–1939; 1947–1954) a 2. generální představená (1939–1947) Kongregace sester uršulinek Srdce Ježíše Umírajícího (lidově šedé uršulinky, či šedé voršilky).
Vystudovala historii a knihovnictví, v roce 1922 letech vstoupila do řad Kongregace. Od roku 1935 byla asistentkou generální představené a zakladatelky kongregace, Urszuly Ledóchowské, kterou po její smrti v roce 1939 v čele kongregace nahradila.
Za druhé světové války vyzvala lokální představené své kongregace, aby pomáhaly Židům a ukrývaly je a sama tuto pomoc organizovala. Jednalo se především o ukrývání židovských dívek ve školách, výchovných ústavech a sirotčincích kongregace, v nichž byly tyto pod falešnou identitou zamíchávány mezi polská děvčata. Leśniewska zajišťovala jednak koordinaci mezi jednotlivými klášterními ústavy, jednak byla hlavním spojením mezi svojí kongregací a Żegotou.
Po válce a svém odstoupení v roce 1947 plnila řadu dalších rozličných úkolů, od asistentky generální představené (1947–1954), přes posty představené v různých řádových ústavech, až po post diecézní referentky pro ženské řády. Od roku 1970 do roku 1993 žila v klášteře ve Varšavě a psala odborné i vzpomínkové knihy a články.
| 2. generální představená šedých uršulinek | 2. generální představená šedých uršulinek | 2. generální představená šedých uršulinek |
| ----------------------------------------- | ----------------------------------------- | ----------------------------------------- |
| Předchůdce: sv. Urszula Ledóchowska       | 1939–1947 Pia Leśniewska                  | Nástupce: Brygida Rodziewicz              |